# 경상남도청
경상남도청(慶尙南道廳, Gyeongnam Provincial Government)은 대한민국 경상남도의 행정을 총괄하는 지방행정기관으로 경상남도 창원시에 위치하고 있다. 도지사는 차관급 정무직공무원으로, 부지사는 고위공무원단 가등급에 속하는 일반직공무원이나 별정직 1급상당 지방공무원 또는 지방관리관으로 보한다.

## 청사

### 서부청사
경상남도 진주시 월아산로 2026에 있던 경상남도진주의료원을 리모델링해 서부청사를 만들었고, 2015년 12월 17일 개청했다.

## 조직

### 도지사
- 공보관실[4]

| - 여성가족정책관실 감사관실 기획조정실 - 정책기획관실 - 교육지원담당관실 - 예산담당관실 - 법무담당관실 - 정보통계담당관실 - 재정점검과 재난안전건설본부 - 안전정책과 - 재난대응과 - 건설지원과 - 도로과 - 수자원정책과 - 안전점검단 미래산업국 - 미래융복합산업과 - 투자유치과 - 연구개발지원과 - 국가산단추진단 경제통상국 - 일자리창출과 - 기업지원과 - 경제정책과 - 국제통상과 - 지역공동체과 행정국 - 행정과 - 인사과 - 대민봉사과 - 세정과 - 회계과 해양수산국 - 해양수산과 - 어업진흥과 - 항만정책과 도시교통국 - 도시계획과 - 건축과 - 교통물류과 - 토지정보과 - 신공항건설지원단 문화관광체육국 - 문화예술과 - 관광진흥과 - 체육지원과 - 가야사연구복원추진단 복지보건국 - 서민복지노인정책과 - 장애인복지과 - 보건행정과 - 식품의약과 소방본부 | 서부권개발국 - 서부정책과 - 서부대개발과 - 한방항노화산업과 농정국 - 농업정책과 - 친환경농업과 - 농산물유통과 - 축산과 - 동물방역과 환경산림국 - 환경정책과 - 기후대기과 - 수질관리과 - 산림녹지과 | - 경상남도농업기술원 - 경상남도인재개발원 - 경상남도보건환경연구원 - 소방서 - 진주소방서 - 통영소방서 - 사천소방서 - 김해동부소방서 - 김해서부소방서 - 밀양소방서 - 거제소방서 - 양산소방서 - 의령소방서 - 함안소방서 - 창녕소방서 - 고성소방서 - 남해소방서 - 하동소방서 - 산청소방서 - 함양소방서 - 거창소방서 - 합천소방서 - 서부권지역본부 - 경상남도서울본부 - 경상남도동물위생시험소 - 경상남도수산자원연구소 - 경상남도수산기술사업소 - 경상남도산림환경연구원 - 경상남도환경교육원 - 경상남도도로관리사업소 - 경상남도항만관리사업소 - 경상남도문화예술회관 - 경상남도제승당관리사무소 - 경상남도여성능력개발센터 - 경상남도립미술관 - 경상남도농업자원관리원 - 경남대표도서관 - 경상남도기록원 - 경상남도교통문화연수원 |

## 산하 자치단체
| - 창원시청 - 진주시청 - 통영시청 - 사천시청 - 김해시청 - 밀양시청 - 거제시청 - 양산시청 | - 의령군청 - 함안군청 - 창녕군청 - 고성군청 - 남해군청 - 하동군청 - 산청군청 - 함양군청 - 거창군청 - 합천군청 |

## 정원
경상남도청에 두는 지방공무원의 정원은 다음과 같다.
| 총계          | 총계                        | 1,506명 |
| ------------- | --------------------------- | ------- |
| 정무직 계     | 정무직 계                   | 1명     |
|               | 도지사                      | 1명     |
|               |                             |         |
| 일반직 계     | 일반직 계                   | 1,316명 |
|               | 1급 이하 2급 이상           | 1명     |
|               | 3급 이하 5급 이상           | 339명   |
|               | 6급 이하                    | 968명   |
|               | 전문경력관                  | 8명     |
|               |                             |         |
| 별정직 계     | 별정직 계                   | 13명    |
|               | 1급 상당 이하 2급 상당 이상 | 1명     |
|               | 3급 상당 이하 5급 상당 이상 | 7명     |
|               | 6급 상당 이하               | 5명     |
|               |                             |         |
| 연구직 계     | 연구직 계                   | 4명     |
|               | 연구사                      | 4명     |
|               |                             |         |
| 소방공무원 계 | 소방공무원 계               | 172명   |
|               | 소방정                      | 5명     |
|               | 소방령 이하                 | 167명   |

## 재정
2018년 총예산은 전년도에 비해 4.6% 증가한 7조 2797억 6106만 2000원이며, 구체적인 세입·세출은 다음과 같다.
| 구분                    | 2018년 예산              | 작년 대비 증감 |
| ----------------------- | ------------------------ | -------------- |
| 지방세수입              | 2조 5627억 6300만 원     | +1.9%          |
| 세외수입                | 1463억 4478만 9000원     | -2.0%          |
| 지방교부세              | 4407억 7800만 원         | +3.5%          |
| 보조금                  | 3조 8187억 9143만 4000원 | +5.4%          |
| 보전수입 등 및 내부거래 | 3110억 8383만 9000원     | +27.8%         |

| 구분           | 구분                | 2018년 예산              | 작년 대비 증감 |
| 분야           | 부문                | 2018년 예산              | 작년 대비 증감 |
| -------------- | ------------------- | ------------------------ | -------------- |
| 일반공공행정   | 일반공공행정        | 7753억 3014만 5000원     | -10.5%         |
|                | 입법및선거관리      | 69억 8552만 7000원       | +2.8%          |
|                | 지방행정·재정지원   | 6568억 7625만 1000원     | -14.9%         |
|                | 재정·금융           | 299억 336만 6000원       | +10.7%         |
|                | 일반행정            | 815억 6500만 1000원      | +34.5%         |
| 공공질서및안전 | 공공질서및안전      | 2152억 4912만 1000원     | +37.3%         |
|                | 재난방재·민방위     | 801억 3154만 4000원      | -2.7%          |
|                | 소방                | 1351억 1757만 7000원     | +81.4%         |
| 교육           | 교육                | 5565억 6220만 2000원     | +4.2%          |
|                | 유아및초중등교육    | 5387억 1582만 8000원     | +6.7%          |
|                | 평생·직업교육       | 178억 4637만 4000원      | -39.1%         |
| 문화및관광     | 문화및관광          | 2153억 9915만 8000원     | +6.0%          |
|                | 문화예술            | 395억 9837만 9000원      | -7.1%          |
|                | 관광                | 446억 5649만 3000원      | -12.9%         |
|                | 체육                | 821억 1799만 5000원      | +33.7%         |
|                | 문화재              | 490억 2629만 1000원      | +2.3%          |
| 환경보호       | 환경보호            | 3462억 9654만 원         | -5.1%          |
|                | 상하수도·수질       | 2874억 2690만 8000원     | -7.5%          |
|                | 폐기물              | 110억 3403만 8000원      | +3.3%          |
|                | 대기                | 318억 8324만 4000원      | +21.1%         |
|                | 자연                | 117억 792만 8000원       | +4.6%          |
|                | 환경보호일반        | 42억 4442만 2000원       | -32.1%         |
| 사회복지       | 사회복지            | 2조 8802억 5483만 3000원 | +9.2%          |
|                | 기초생활보장        | 9186억 9106만 8000원     | +1.5%          |
|                | 취약계층지원        | 2312억 2630만 3000원     | +16.9%         |
|                | 보육·가족및여성     | 7597억 8645만 7000원     | +8.7%          |
|                | 노인·청소년         | 9123억 9316만 6000원     | +14.7%         |
|                | 노동                | 298억 7175만 1000원      | +11.6%         |
|                | 보훈                | 110억 6632만 1000원      | -8.2%          |
|                | 주택                | 172억 1976만 7000원      | +698.7%        |
| 보건           | 보건                | 1259억 1169만 1000원     | +16.3%         |
|                | 보건의료            | 1224억 430만 5000원      | +16.5%         |
|                | 식품의약안전        | 35억 738만 6000원        | +11.5%         |
| 농림해양수산   | 농림해양수산        | 8260억 7789만 9000원     | +2.4%          |
|                | 농업·농촌           | 5363억 3885만 1000원     | -1.6%          |
|                | 임업·산촌           | 1594억 5519만 1000원     | +3.5%          |
|                | 해양수산·어촌       | 1302억 8385만 7000원     | +21.3%         |
| 산업·중소기업  | 산업·중소기업       | 1912억 8331만 2000원     | +14.9%         |
|                | 무역및투자유치      | 221억 1789만 6000원      | -43.7%         |
|                | 산업진흥·고도화     | 1011억 6745만 2000원     | -6.5%          |
|                | 에너지및자원개발    | 492억 3997만 4000원      | +498.2%        |
|                | 산업·중소기업일반   | 187억 5799만 원          | +72.7%         |
| 수송및교통     | 수송및교통          | 3456억 3318만 9000원     | +7.6%          |
|                | 도로                | 2640억 3527만 4000원     | +7.1%          |
|                | 해운·항만           | 13억 3520만 2000원       | -4.5%          |
|                | 항공·공항           | 224억 3040만 원          | -28.3%         |
|                | 대중교통·물류등기타 | 578억 3231만 3000원      | +38.4%         |
| 국토및지역개발 | 국토및지역개발      | 3293억 1088만 2000원     | +1.4%          |
|                | 수자원              | 1774억 1300만 원         | -3.8%          |
|                | 지역및도시          | 1417억 9924만 7000원     | +15.8%         |
|                | 산업단지            | 100억 9863만 5000원      | -44.0%         |
| 과학기술       | 과학기술            | 27억 6600만 원           | -3.5%          |
|                | 과학기술일반        | 27억 6600만 원           | -3.5%          |
| 예비비         | 예비비              | 320억 77만 5000원        | -42.3%         |
|                | 예비비              | 320억 77만 5000원        | -42.3%         |
| 기타           | 기타                | 4376억 8531만 5000원     | +6.9%          |
|                | 기타                | 4376억 8531만 5000원     | +6.9%          |

## 사건·사고 및 논란

### 국장 휴가비 각출 논란
2012년 8월 1일 경상남도청 공무원노동조합 홈페이지 '나도 한마디' 코너에 '내부고발자'라는 이름으로 "모 국장께서 하계 휴가를 가는데 휴가비를 해당국에서 거출 한다는데 담당(계)에서 00만원을 내란다"며 "이런 발상을 누가 했으며 어떤 세상인데 이런 생각을 하고 돈을 내라고 할까. 그 발상을 한 사람을 철저히 규명해 징계위 회부는 물론, 공직에서 배제시켜야 할 것이다"라는 등의 고발성 글이 게재되었다. 글이 오르자 '이건 노조뿐만 아니라 도지사 권한대행도 반드시 챙길 거라고 생각한다. 쌍팔년도도 아닌데 아직도 이런 일이 있다는 사실에 정말 부끄럽다'는 등 댓글이 달렸으며 공무원노조는 내부고발자 제보에 따라 즉시 자체 진상조사에 착수했다. 3일 간의 조사에서 '해당 국의 모 과장이 지시한 일로 1개 담당에서 15만원씩 갹출 중이었다'는 사실이 확인되었으나 갹출 중이었지 실제로 돈은 오간 것이 없는 것으로 파악했다. 이에 대해 김석규 노조 사무국장은 "특정 과에서 발생한 일로, 만일 휴가비를 5개 담당에서 거두었다면 70만원대가 된다"며 "금액이 문제가 아니라 있을 수 없는 일이다"라고 말했다.
2012년 8월 6일 노조는 공무원 복무를 담당하는 행정지원국장에게 재발방지를 요구했으며, 감사실은 진상조사에 착수했다. 감사관실 관계자는 "누가 그런 지시를 했는지 더 조사를 해야 한다"며 "돈이 오갔는지, 전달됐는지, 상급자들이 알고 있었는지에 따라 징계 수위가 달라질 수 있다"라고 언급했으며 해당 과장은 "요즘 세상이 어떤 세상인데 내가 그런 지시를 했겠느냐. 국장에게도 불미스러운 일을 보고했는데 난처해하셨다"며 "여름휴가비를 놓고 과내에서 회의한 적도 논의한 적도 없다"라고 말했다. 이에 대해 물의를 빚은 해당 부서 과장은 "지금이 어떤 세상인데 그런 지시를 했겠나"며 "만약 휴가비를 걷으라는 지시를 했다면 책임지겠다"고 해명했으며 "직원 한 명이 좋은 의미로 말을 던진 것인데 와전됐다"고 주장했다. 한편, 해당 국장은 7일부터 일주일간 휴가 중이다.

## 같이 보기
- 경상남도
- 경상남도지사
- 경상남도 부지사
- 경상남도의회
- 경상남도교육청
- 체육회
- 경남테크노파크
- 경제자유구역청